# TJ Cukrovar Hrušovany nad Jevišovkou
TJ Cukrovar Hrušovany nad Jevišovkou (celým názvem: Tělovýchovná jednota Cukrovar Hrušovany nad Jevišovkou) je český fotbalový klub, který sídlí v Hrušovanech nad Jevišovkou v Jihomoravském kraji. Založen byl roku 1924. Historicky největším úspěchem klubu byl roku 2004 postup do divize (4. liga), kde vydržel čtyři sezóny. Od sezony 2009/10 hrál I. A třídu Jihomoravského kraje – sk. A (6. nejvyšší soutěž), po skončení ročníku 2016/17 A-mužstvo zaniklo. Od sezony 2017/18 měl klub pouze mládežnické týmy. A-mužstvo obnovilo činnost v ročníku 2019/20 v nejnižší soutěži Znojemska.

## Historické názvy
Zdroj: 
- 1924 – SK Hrušovany nad Jevišovkou (Sportovní klub Hrušovany nad Jevišovkou)
- 1949 – JTO Sokol Hrušovany nad Jevišovkou (Jednotná tělovýchovná organisace Sokol Hrušovany nad Jevišovkou)
- 1953 – DSO Slavoj Hrušovany nad Jevišovkou (Dobrovolná sportovní organisace Slavoj Hrušovany nad Jevišovkou)
- 196? – TJ Rudá hvězda Hrušovany nad Jevišovkou (Tělovýchovná jednota Rudá hvězda Hrušovany nad Jevišovkou)
- 1989 – TJ Cukrovar Hrušovany nad Jevišovkou (Tělovýchovná jednota Cukrovar Hrušovany nad Jevišovkou)
- 2016 – TJ Cukrovar Hrušovany nad Jevišovkou, z. s. (Tělovýchovná jednota Cukrovar Hrušovany nad Jevišovkou, zapsaný spolek)

## Stručná historie kopané v Hrušovanech nad Jevišovkou
Zakládajícím členem Sokola a sportovního klubu byl Josef Futera (22. dubna 1895, Ostrov u Ledče nad Sázavou – 25. srpna 1946, Hrušovany nad Jevišovkou). Jako člen představenstva oddílu pracoval až do roku 1938, kdy byla celá jeho rodina odsunuta z pohraničního městečka Hrušovany nad Jevišovkou do Žďáru na Moravě. Zde žil po celou dobu 2. světové války, po jejím skončení roku 1945 se vrátil zpět do Hrušovan. Znovu se zapojil do práce ve fotbalovém klubu, jeho činnost však již neměla dlouhého trvání, zemřel na zápal plic.
Mužstvo se původně skládalo z místních nadšenců, od konce 2. světové války byli řadoví členové doplňováni fotbalisty z útvaru pohraniční stráže. Největším úspěchem do roku 1989 byla účast v I. B třídě. Od roku 1989 se však už oddíl musel obejít bez opor z řad vojáků. Rok 1998 znamenal návrat do I. B třídy, v tomtéž roce bylo vytvořeno mužstvo přípravky a následujícího roku postoupili žáci do krajské soutěže (I. B třída). Zlatou éru klub zaznamenal v prvních letech 21. století za působení trenéra Milana Valachoviče, kdy během tří let vystřelil o tři soutěže výše. Nejprve sezona 2001/02 vyústila v historický postup do I. A. třídy, za rok Hrušovany vyhrály i tuto soutěž a v ročníku 2003/04 dosáhl klub největšího úspěchu své historie, kdy vyhrál Přebor Jihomoravského kraje a postoupil do Divize D. Vůbec nejlepším umístěním se stalo 3. místo v divizním ročníku 2005/06. Pak však přišla krize a během dvou let 2007–09 klub spadl zase o dvě patra níže do krajské I. A třídy.

## Zázemí klubu

### Fotbalové hřiště
Fotbalové hřiště se nachází v Polní ulici, jeho rozměry jsou 101x60 metrů. Kapacita je 500 diváků, z čehož je 100 míst k sezení.

### Kabiny
Staré kabiny byly zbořeny 26. června 1999, svépomocí a zčásti firmami pak byla vystavěna víceúčelová stavba zahrnující v sobě kabiny, sprchy, klubovnu, ubytovnu, technické zázemí a nezbytnou restauraci.

## Umístění v jednotlivých sezonách
Stručný přehled
Zdroj: 
- 1990–1991: Okresní přebor Znojemska
- 1998–2002: I. B třída Jihomoravské župy – sk. D
- 2002–2003: I. A třída Jihomoravského kraje – sk. A
- 2003–2004: Přebor Jihomoravského kraje
- 2004–2008: Divize D
- 2008–2009: Přebor Jihomoravského kraje
- 2009–2017: I. A třída Jihomoravského kraje – sk. A

Jednotlivé ročníky
Zdroj: 
Legenda: Z – zápasy, V – výhry, R – remízy, P – porážky, VG – vstřelené góly, OG – obdržené góly, +/− – rozdíl skóre, B – body, červené podbarvení – sestup, zelené podbarvení – postup, fialové podbarvení – reorganizace, změna skupiny či soutěže
| Československo (1945 – 1993)                                    |                                         |        |    |    |   |    |    |    |     |    |        |
| Sezóny                                                          | Liga                                    | Úroveň | Z  | V  | R | P  | VG | OG | +/− | B  | Pozice |
| ...                                                             |                                         |        |    |    |   |    |    |    |     |    |        |
| 1990/91                                                         | Okresní přebor Znojemska                | 8      | 30 | 9  | 7 | 14 | 39 | 56 | −17 | 25 | 11.    |
| ...                                                             |                                         |        |    |    |   |    |    |    |     |    |        |
| Česko (1993 – )                                                 |                                         |        |    |    |   |    |    |    |     |    |        |
| Sezóny                                                          | Liga                                    | Úroveň | Z  | V  | R | P  | VG | OG | +/− | B  | Pozice |
| ...                                                             |                                         |        |    |    |   |    |    |    |     |    |        |
| 1998/99                                                         | I. B třída Jihomoravské župy – sk. D    | 7      | 25 | 9  | 7 | 9  | 34 | 47 | −13 | 34 | 7.     |
| 1999/00                                                         | I. B třída Jihomoravské župy – sk. D    | 7      | 25 | 8  | 5 | 13 | 33 | 46 | −13 | 29 | 12.    |
| 2000/01                                                         | I. B třída Jihomoravské župy – sk. D    | 7      | 26 | 8  | 7 | 11 | 46 | 46 | 0   | 31 | 11.    |
| 2001/02                                                         | I. B třída Jihomoravské župy – sk. D    | 7      | 26 | 18 | 5 | 3  | 66 | 21 | +45 | 59 | 1.     |
| 2002/03                                                         | I. A třída Jihomoravského kraje – sk. A | 6      | 26 | 19 | 4 | 3  | 61 | 24 | +37 | 61 | 1.     |
| 2003/04                                                         | Přebor Jihomoravského kraje             | 5      | 30 | 18 | 9 | 3  | 56 | 32 | +24 | 63 | 1.     |
| 2004/05                                                         | Divize D                                | 4      | 30 | 11 | 9 | 10 | 45 | 50 | −5  | 42 | 9.     |
| 2005/06                                                         | Divize D                                | 4      | 30 | 16 | 3 | 11 | 55 | 34 | +21 | 51 | 3.     |
| 2006/07                                                         | Divize D                                | 4      | 30 | 12 | 6 | 12 | 42 | 46 | −4  | 42 | 6.     |
| 2007/08                                                         | Divize D                                | 4      | 30 | 5  | 7 | 18 | 35 | 85 | −50 | 22 | 16.    |
| 2008/09                                                         | Přebor Jihomoravského kraje             | 5      | 30 | 6  | 6 | 18 | 31 | 61 | −30 | 24 | 16.    |
| 2009/10                                                         | I. A třída Jihomoravského kraje – sk. A | 6      | 26 | 8  | 7 | 11 | 40 | 37 | +3  | 31 | 10.    |
| 2010/11                                                         | I. A třída Jihomoravského kraje – sk. A | 6      | 26 | 13 | 5 | 8  | 47 | 36 | +11 | 38 | 7.     |
| 2011/12                                                         | I. A třída Jihomoravského kraje – sk. A | 6      | 26 | 7  | 5 | 14 | 34 | 52 | −18 | 26 | 12.    |
| 2012/13                                                         | I. A třída Jihomoravského kraje – sk. A | 6      | 26 | 8  | 6 | 12 | 39 | 45 | −6  | 30 | 9.     |
| 2013/14                                                         | I. A třída Jihomoravského kraje – sk. A | 6      | 26 | 7  | 6 | 13 | 54 | 63 | −9  | 27 | 12.    |
| 2014/15                                                         | I. A třída Jihomoravského kraje – sk. A | 6      | 26 | 9  | 4 | 13 | 47 | 62 | −15 | 31 | 7.     |
| 2015/16                                                         | I. A třída Jihomoravského kraje – sk. A | 6      | 26 | 8  | 7 | 11 | 49 | 57 | −8  | 31 | 11.    |
| 2016/17                                                         | I. A třída Jihomoravského kraje – sk. A | 6      | 26 | 9  | 2 | 15 | 38 | 65 | −27 | 29 | 11.    |
| V letech 2017–2019 nebylo A-mužstvo přihlášeno v žádné soutěži. |                                         |        |    |    |   |    |    |    |     |    |        |
| 2019/20                                                         | Základní třída Znojemska – sk. C        | 10     |    |    |   |    |    |    |     |    |        |

Poznámky:
- 2010/11: Mužstvu bylo odečteno 6 bodů.[18]

## TJ Cukrovar Hrušovany nad Jevišovkou „B“
TJ Cukrovar Hrušovany nad Jevišovkou „B“ byl rezervním týmem hrušovanských, který se pohyboval v okresních soutěžích. B-mužstvo zaniklo po sezoně 2011/12.

### Umístění v jednotlivých sezonách
Stručný přehled
Zdroj: 
- 1995–1996: Základní třída Znojemska – sk. A
- 2003–2012: Okresní soutěž Znojemska – sk. B

Jednotlivé ročníky
Zdroj: 
Legenda: Z – zápasy, V – výhry, R – remízy, P – porážky, VG – vstřelené góly, OG – obdržené góly, +/− – rozdíl skóre, B – body, červené podbarvení – sestup, zelené podbarvení – postup, fialové podbarvení – reorganizace, změna skupiny či soutěže
| Česko (1995 – 2012) |                                  |        |    |    |   |    |    |    |     |    |        |
| Sezóny              | Liga                             | Úroveň | Z  | V  | R | P  | VG | OG | +/− | B  | Pozice |
| 1995/96             | Základní třída Znojemska – sk. A | 10     | 32 | 17 | 4 | 11 | 64 | 46 | +18 | 55 | 5.     |
| ...                 |                                  |        |    |    |   |    |    |    |     |    |        |
| 2003/04             | Okresní soutěž Znojemska – sk. B | 9      | 26 | 11 | 5 | 10 | 57 | 52 | +5  | 38 | 7.     |
| 2004/05             | Okresní soutěž Znojemska – sk. B | 9      | 26 | 11 | 4 | 11 | 57 | 61 | −4  | 37 | 6.     |
| 2005/06             | Okresní soutěž Znojemska – sk. B | 9      | 26 | 11 | 6 | 9  | 48 | 48 | 0   | 39 | 6.     |
| 2006/07             | Okresní soutěž Znojemska – sk. B | 9      | 26 | 10 | 7 | 9  | 52 | 44 | +8  | 37 | 6.     |
| 2007/08             | Okresní soutěž Znojemska – sk. B | 9      | 26 | 12 | 6 | 8  | 59 | 47 | +12 | 42 | 4.     |
| 2008/09             | Okresní soutěž Znojemska – sk. B | 9      | 26 | 10 | 8 | 8  | 65 | 48 | +17 | 35 | 8.     |
| 2009/10             | Okresní soutěž Znojemska – sk. B | 9      | 26 | 10 | 4 | 12 | 59 | 57 | +2  | 34 | 8.     |
| 2010/11             | Okresní soutěž Znojemska – sk. B | 9      | 26 | 8  | 4 | 14 | 41 | 70 | −29 | 28 | 10.    |
| 2011/12             | Okresní soutěž Znojemska – sk. B | 9      | 26 | 4  | 4 | 18 | 32 | 82 | −50 | 16 | 14.    |

Poznámky:
- 2008/09: B-mužstvu byly odebrány 3 body.[21]